# Nicolaes Maes

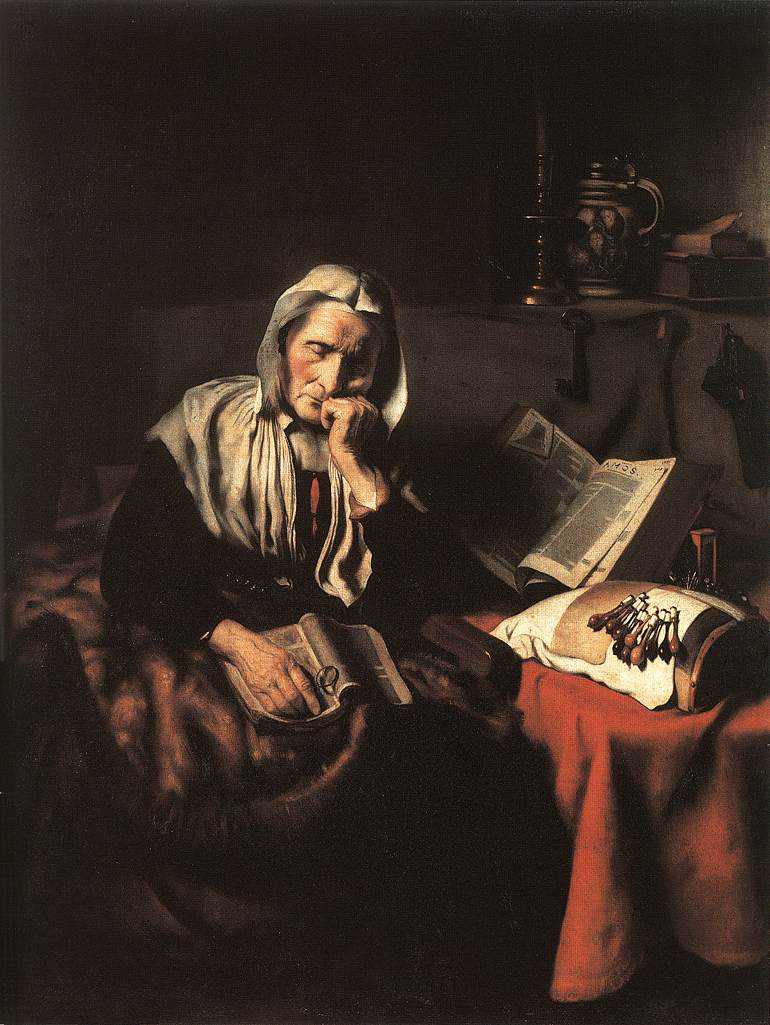
Vilande gammal kvinna, oljemålning av Nicolaes Maes från 1656

Nicolaes Maes, född 1632 och död 1693, var en holländsk konstnär.
Nicolaes Maes föddes i Dordrecht som son till handelsmannen Gerrit Maes. Omkring 1648 började han studera i Rembrandts ateljé i Amsterdam. Till en början målade Maes mestadels i sin lärares stil, men övergick senare till en mer dämpad färgskala, för att tillfredsställa tidens publik.  I början målade han främst bibliska motiv, men sedan han lämnat Rembrandts ateljé 1654 övergick han huvudsakligen till genrebilder, och under senare år målade han främst porträtt i Anthonis van Dycks och den italianiserade stilen.
Idag uppskattas främst hans tidiga verk. Han är främst känd för sina interiörbilder. En kort tid var Maes även verksam i Antwerpen.
Bland hans verk märks Gumma vid spinnrocken (Amsterdam), Äppleskalerskan (Berlin) samt två porträtt på Kunstmuseet, Köpenhamn han är även är representerad vid bland annat Nationalmuseum och Hallwylska museet i Stockholm.

Damporträtt av Nicolas Maes, cirka 1680.